# Serjania clematidifolia
Serjania clematidifolia là một loài thực vật có hoa trong họ Bồ hòn. Loài này được Cambess. miêu tả khoa học đầu tiên năm 1828.